# Los inundados
 Los inundados  és una pel·lícula en blanc i negre de l'Argentina dirigida per Fernando Birri sobre el seu propi guió escrit en col·laboració amb Jorge A. Ferrando segons el conte homònim de Mateo Booz que es va estrenar el 26 d'abril de 1962 i que va tenir com a protagonistes a Pirucho Gómez, Lola Palombo, María Vera i Héctor Palavecino.
En una enquesta de les 100 millors pel·lícules del cinema argentí duta a terme pel Museo del Cine Pablo Ducrós Hicken l'any 2000, la pel·lícula va aconseguir el lloc 13. En una nova versió de l'enquesta organitzada en 2022 per les revistes especialitzades La vida útil, Taipei i La tierra quema, presentada al Festival Internacional de Cinema de Mar del Plata, la pel·lícula va aconseguir el lloc 33.

## Sinopsi
En una família humil que viu a la vora del riu Salado a Santa Fe sofrint freqüents inundacions, el pare decideix treure profit de la situació i esperar que s'organitzi l'espontània ajuda de les “força vives” de la ciutat.

## Repartiment
- Pirucho Gómez …Dolores Gaitán
- Lola Palombo …Óptima Gaitán
- María Vera …Pilar Gaitán
- Héctor Palavecino
- Julio González
- Pedro Evaristo
- Jacobo Azerrad
- Roberto PérezRaúl
- Agustín Rodríguez
- Carlos Rodríguez
- Nilda Ledesma
- Roberto Rodríguez
- Juan Carlos Rodríguez
- Estela Maris Ferraro
- Juan Crespo
- Elvira Anparamo
- María Rosa Loza
- Celino Márquez
- Vicente Márquez
- Graciela Capella
- Elsa Matilde Capella
- Oscar Ledesma
- Francisco Ortolochipi …Canudas

## Comentaris
Oscar Yoffe va opinar a Tiempo de Cine:
| « | ”No podem dir que és una obra enterament realista…direm en canvi que en determinats moments sí que ho és: aquells en què aconsegueix posar al nu els aspectes de la realitat.” | » |

En la nota signada JD en Clarín, es va comentar sobre el film :
| « | ”…lguns encerts parcials…rescaten la intenció de la pel·lícula, encara que no aconsegueixin per a justificar-la ni per a deixar de manifestar que es tracta d'una obra sense cap maduresa tècnica i artística.” | » |

La Razón va afirmar :
| « | ”Un dels pocs realitzadors argentins de la nova promoció, que situa la seva càmera d'esquena a la mar, per a oferir un testimoniatge psicològic i social d'una autèntica realitat nacional.” | » |

Manrupe i Portela escriuen :
| « | ”Film essencial i solitari d'un possible neorealisme argentí (o millor litoralenc) que pinta a personatges, llocs i a la inundació, des del picaresc per a descriure una crítica sense pamflet.” | » |

## Premi
Va ser guardonat a la 23a Mostra Internacional de Cinema de Venècia amb el premi a la millor òpera prima ex aequo amb David and Lisa, la pel·lícula dels Estats Units dirigida per Frank Perry.